# Jean-Baptiste Guimet
Pour les articles homonymes, voir Guimet.
Jean-Baptiste Guimet, né à Voiron le 20 juillet 1795 où il est mort le 8 avril 1871, est un chimiste et industriel français, inventeur de l'outremer artificiel, dit « bleu Guimet ».

## Biographie
Fils de Jean Guimet, lui-même ingénieur des Ponts et Chaussées, Jean-Baptiste Guimet est polytechnicien de 1813 à 1816 et se spécialise dans la chimie. Il est d'abord fonctionnaire dans l'administration des poudres. Il se marie en 1826 avec Rosalie Bidauld dite Zélie (1798-1876), artiste peintre qui avait exposé au Salon de 1824 et figurera encore à celui de 1827. Elle est la fille du peintre Jean-Pierre-Xavier Bidauld, et la nièce du peintre Jean-Joseph-Xavier Bidauld.
Le 10 Août 1826, il met au point la synthèse du bleu outremer. La Société pour l'encouragement de l'industrie nationale avait proposé, quatre ans de suite, un prix de 6 000 francs à celui qui présenterait un procédé industriel viable pour la fabrication de l'outremer artificiel à bas coût pour remplacer l'outremer naturel, tiré des lointaines mines afghanes, à partir de lapis-lazuli finement broyé et purifié au fil de multiples opérations. Autant d'étapes qui justifient son coût : 100 à 2 500 fois plus cher. Le bleu Guimet servit non seulement aux artistes peintres, mais aussi pour l'azurage en blanchisserie et en fabrication du papier.
En 1834, il présente sa démission du service des Poudres et installe son usine à Fleurieu-sur-Saône dans la banlieue de Lyon.
En 1843, il est élu conseiller municipal à Lyon (maire : le docteur Terme). Sous le Second Empire, il occupe des fonctions similaires au sein du Conseil municipal de Lyon présidé par le préfet Vaïsse. En 1855, il participe avec Henry Merle à la création de la Société Henry Merle et Compagnie. Il est alors président du conseil de cette société, qui au départ produit de la soude et possède une usine à Salindres. Cette société deviendra plus tard le célèbre groupe Pechiney. Il préside également la Compagne de Navigation mixte, située à Marseille, et qui se charge d'exporter le bleu Guimet vers les marchés d'Afrique du Nord. À partir de 1860, il laisse à son fils, l'industriel et collectionneur d'art Émile Guimet, la gestion de son entreprise. Ce dernier, grâce à la fortune constituée par son père et à l'amour des arts transmis par sa mère, se lance dans de lointains voyages, notamment en Extrême-Orient. Avec les objets d'art qu'il rapporte, il constitue une extraordinaire collection, à l'origine du musée national des arts asiatiques - Guimet de Paris et du musée d'histoire naturelle - Guimet de Lyon.
Il décède à Lyon le 8 avril 1871 et est enterré au cimetière de Loyasse.